# Leptoconops australiensis
Leptoconops australiensis är en tvåvingeart som först beskrevs av Lee 1948.  Leptoconops australiensis ingår i släktet Leptoconops och familjen svidknott. Inga underarter finns listade i Catalogue of Life.